# 皮拉苏农加
皮拉苏农加是巴西圣保罗州的一个市镇。总面积726.942平方公里，总人口71470人，人口密度98.3人/平方公里。